# Bâtiment du tribunal de district de Valjevo
Le bâtiment du tribunal de district de Valjevo (en serbe cyrillique : Зграда Окружног суда у Ваљеву ; en serbe latin : Zgrada Okružnog suda u Valjevu) se trouve à Valjevo, dans le district de Kolubara en Serbie. Il est inscrit sur la liste des monuments culturels protégés de la république de Serbie (identifiant no SK 877).

## Présentation

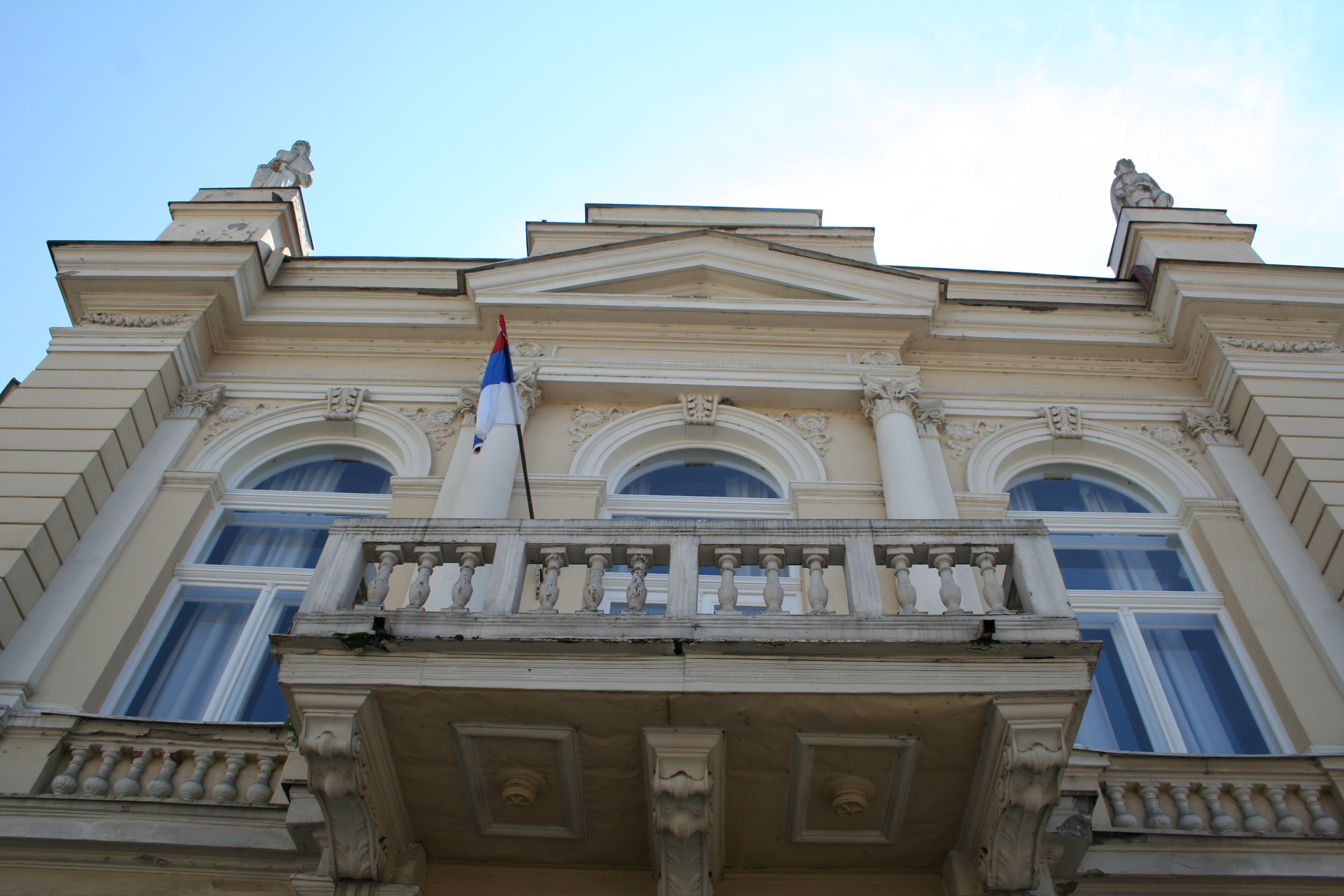
Détail de la façade d'angle.

Le bâtiment, situé à l'angle des rues Karađorđeva et Vojvode Mišića, a été construit en 1906 selon un projet de l'architecte Jovan Ilkić ; il fait partie de touteun ensemble de tribunaux construits à cette époque en Serbie. Il est caractéristique du style éclectique, avec des éléments décoratifs relevant de l'Art nouveau[réf. nécessaire].
La façade d'angle, où se trouve l'entrée principale, est particulièrement mise en valeur ; cette entrée est surmontée d'un balcon traité de façon décorative ; en haut de cette façade on peut voir un tympan triangulaire avec un attique au niveau du toit. La façade d'angle est encadrée par de puissants pilastres surmontés de deux figures allégoriques représentant la justice et le droit[réf. nécessaire].
Le 8 novembre 1914, le gouvernement du royaume de Serbie s'est réuni dans le bâtiment.

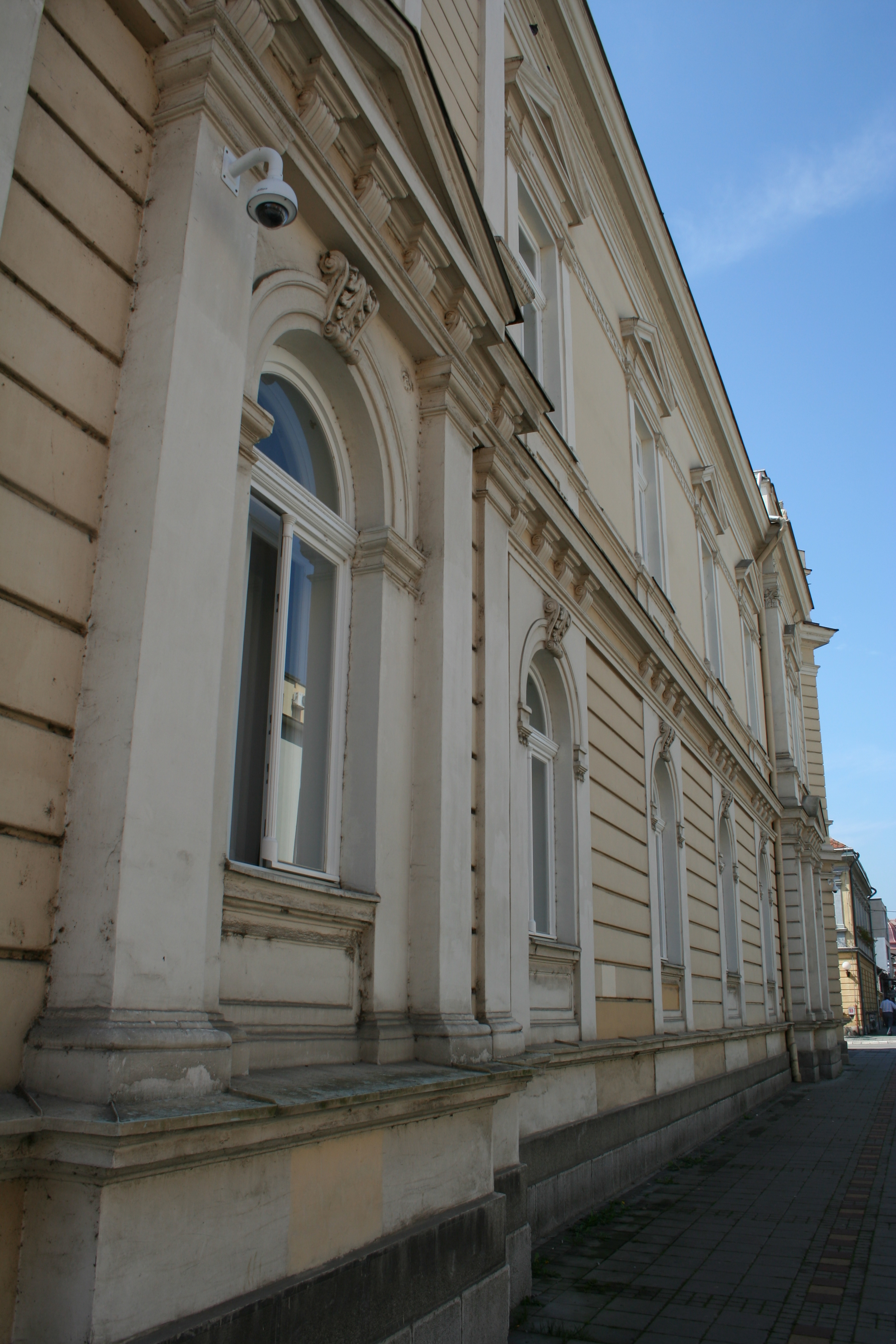
Une façade latérale du bâtiment.